# Беркут (вірш)
«Беркут» — вірш українського письменника Івана Франка.
«Беркут» — один із програмних віршів Івана Франка, написаний 22—24 травня 1883 року і увійшов до циклу «Excelsior» збірки поезій Івана Франка «З вершин і низин», яка була вперше надрукована у 1887 році. Вірш написаний важкою стопою із послідовним римуванням. Цей вірш символіко-алегоричний, І.Франко виступає проти поневолення, насильства й примусу; раз і назавжди встановленої ієрархії. Беркут — символ невблаганної Долі, «над життям грізний, невпинний образ смерти». У вірші концентрована вся ненависть Франка до хижацтва і виражає ставлення до царів-тиранів:

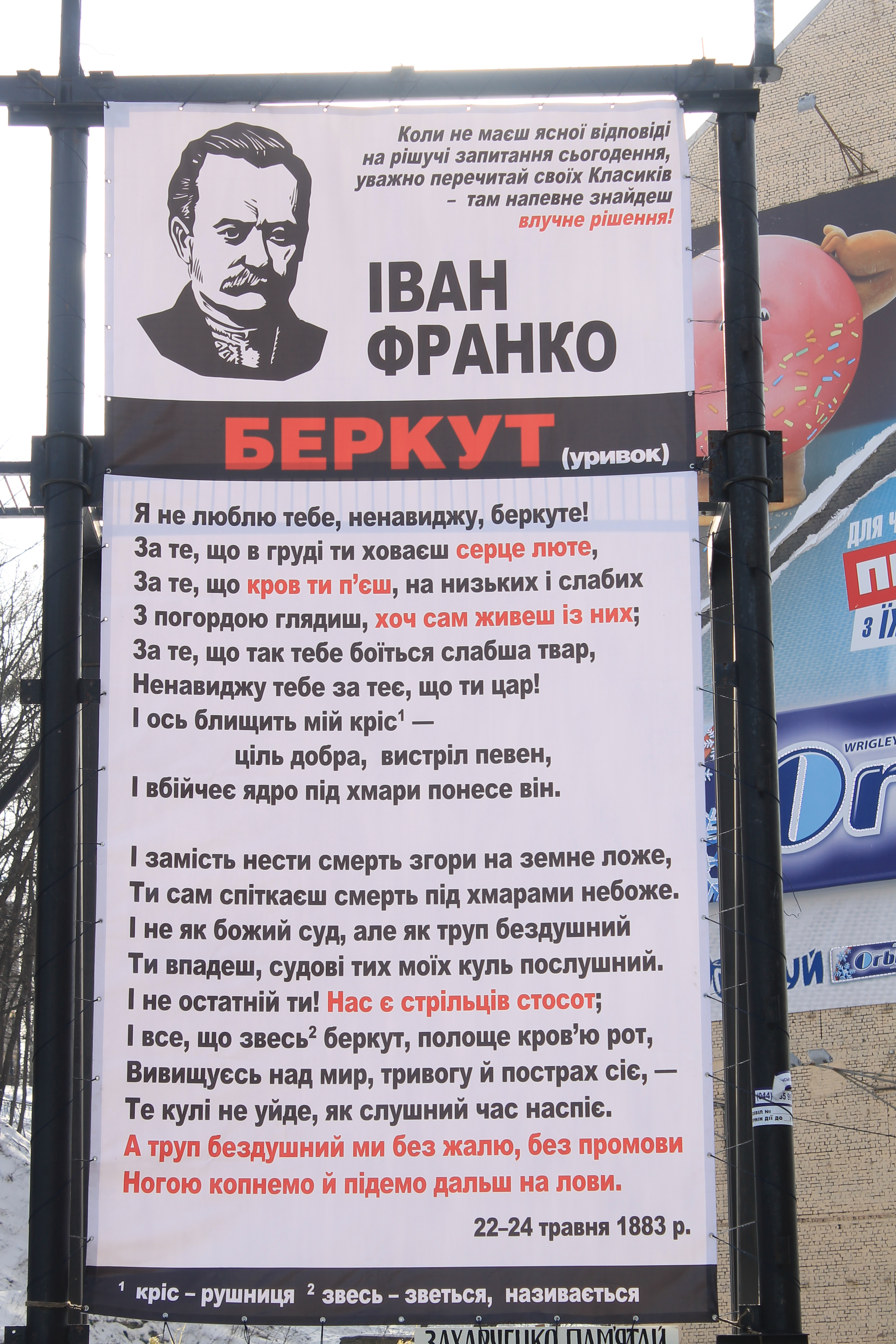
Плакат з віршем "Беркут", вивішений поблизу Європейської площі в ході акцій протесту, січень 2014

|  | Я не люблю тебе, ненавиджу, беркуте! // За те, що в груді ти ховаєш серце люте… |

Франко виступає проти царської жорстокості, хижацтва і закликає воздати злом за зло, жорстокістю за жорстокість. «Героїзм бунту — це відповідь на фатальний тиск нелюдської влади.»
Вірш був перекладений німецькою мовою Остапом Грицаєм, французькою бельгійським перекладачем українського походження Андієм Свірко, російською В. Державіним та Н. Брауном. Вірш звучав зі сцени під час Євромайдану. 